# Закон о торговле антиквариатом (Япония)
Закон о торговле антиквариатом (яп. Кобуцу Эйгёхо, Закон № 108) — действующий в Японии нормативно-правовой акт, принятый 28 мая 1949 года, заменивший собой закон №13 от 1887 года «о контроле сферы антикварного бизнеса» и регулирующий отношения в области продажи б/у продукции, целью которого является пресечение попыток перепродажи ранее украденных материальных ценностей. Закон направлен на предотвращение краж и сопутствующих им нарушений, а также быстрому возмещению ущерба.

## Содержание
Слово «антиквариат» японское законодательство трактует следующим образом: «Антиквариат — это предметы, когда-либо находившееся в употреблении: признанные общественностью произведения искусства, крупная техника (корабли, самолеты) подарочные сертификаты, транспортные талоны, почтовые марки и иные ценные бумаги. Постановлениями правительства в список могут быть добавлены или изъяты иные предметы» Из части первой статьи второй следует, что те предметы, которые были проданы с заводским браком, но отремонтированные уже после передачи покупателю антиквариатом не являются. Частями со второй по пятую той же статьи регламентирован список затронутых юридических лиц: 
- Владельцы антиквариата
- Владельцы антикварных магазинов
- Владельцы антикварных аукционов

Статьи с четвёртой по восьмую запрещают владельцам антиквариата и антикварных магазинов заключать с иными лицами доверенность на продажу вещей от своего имени. Девятая статья закрепляет обстоятельства заключения сделки покупателя с конкретным продавцом в качестве юридического факта. 
Статьи с одиннадцатой по двадцать первую разъясняют принципы работы магазинов. Части с со вторую по седьмую двадцать первой статьи носят характер предписаний. В статье двадцать два по статью тридцатую описаны меры контроля за соблюдением закона. Статьи с тридцать первой по тридцать девятую описывают порядок применения санкций за допущенные нарушения. 